# Lista (Norwegen)
Lista (Lister) ist eine ehemalige Kommune in Vest-Agder (Norwegen), auf der gleichnamigen Halbinsel.
Vanse war der Hauptort der Kommune.
Seit dem 1. Januar 1965 bildet Lista zusammen mit den Kommunen Spind, Herad und der Stadt Farsund eine neue Großkommune namens Farsund.
Das Fylke hieß bis 1918 Lister og Mandals amt. Es entstand am 7. Februar 1685, als das ehemalige Agdesiden in Nedenes sowie in Lister und Mandal geteilt wurde.